# Rubel białoruski
Rubel białoruski (biał. беларускі рубель) – jednostka monetarna Republiki Białorusi równa 100 kopiejkom, wprowadzona do obiegu w roku 1992, po uzyskaniu przez Białoruś niepodległości.
Rubel białoruski miał oznaczenie według standardu ISO 4217 BYB do 2000 r., BYR do czerwca 2016 r., a obecnie jest oznaczony symbolem BYN.

## Historia
Pierwsze banknoty wprowadzone w 1992 r. miały nominały 50 kopiejek oraz 1, 3, 5, 10, 25, 50 i 100 rubli. Jako oficjalny środek płatniczy niepodległego państwa białoruskiego w momencie wprowadzenia równy był 10 rublom państw nieistniejącego już ZSRR. Kolejne banknoty wprowadzane do obiegu, o nominale 200, 500 (1992), 1000 (1993) i 5000 (1994) rubli, opatrzono wizerunkami miast i budynków białoruskich.
Wraz z narastającą inflacją do obiegu wprowadzono nową serię banknotów, tym razem o wymiarach 150×69 i 150×74 mm. Zachowano rozpoczętą w 1992 roku stylistykę. Kolejno pojawiały się nominały 20 000 (1994), 50 000 (1995), 100 000 (1996), 500 000 (1998), 1 000 000 i 5 000 000 (1999) rubli.
1 stycznia 2000 roku dekretem prezydenta Aleksandra Łukaszenki przeprowadzono denominację, polegającą na skreśleniu 3 zer. Do obiegu zostały wprowadzone ruble (BYR) o nominałach 1, 5, 10 (mały format), 20, 50, 100, 500, 1000 oraz 5000 rubli (duży format). Kolejny nominał – 10 000 rubli wprowadzono do obiegu już w roku 2001. W roku 2002 w obiegu pojawiły się banknoty o nominałach 20 000 i 50 000 rubli, a w roku 2005 – 100 000 rubli białoruskich.
1 października 2001 roku zostały wydrukowane kolekcjonerskie banknoty o nominałach 1, 5, 10, 20, 50, 100, 500, 1000, 5000 i 10000 rubli z nadrukiem "MILLENNIUM", serią aa, oraz nietypową niską numeracją. Banknoty zostały wydrukowane z okazji drugiego tysiąclecia.
Na dzień 1 stycznia 2005 planowano wycofanie tej waluty z obiegu i zastąpienie jej rublem rosyjskim, co miało być naturalną konsekwencją wprowadzenia rosyjsko-białoruskiej unii walutowej. Na skutek nieporozumień pomiędzy władzami obydwu państw do urzeczywistnienia tej unii jednak nie doszło.
1 stycznia 2009 wprowadzono nieoczekiwaną dewaluację rubla białoruskiego o 20%. Nieoczekiwaną, ponieważ jeszcze w połowie grudnia Aleksander Łukaszenka uspokajał naród, że kurs rubla jest stabilny.
24 maja 2011 wprowadzono nieoczekiwaną dewaluację rubla białoruskiego o 54%. Nieoczekiwaną, ponieważ jeszcze w marcu Aleksander Łukaszenka i Piotr Prakapowicz uspokajali naród, że kurs rubla jest stabilny i dewaluacji nie będzie.
12 marca 2012 roku w rezultacie przekraczającej 100% inflacji wprowadzono do obiegu banknot o nominale 200 000 rubli (ok. 24,50 USD w dniu wprowadzenia do obiegu).
1 lipca 2016 roku na Białorusi przeprowadzona została denominacja rubla białoruskiego. Jeden nowy rubel odpowiada 10 000 starych rubli. Po raz pierwszy w historii Białorusi w obiegu pojawiły się także monety. Do obiegu trafiło 7 banknotów o nominale: 5, 10, 20, 50, 100, 200 i 500 rubli oraz 8 monet o nominałach: 1, 2, 5, 10, 20, 50 kopiejek, 1 rubel i 2 ruble. Banknoty przedstawiają obiekty architektoniczne i zabytki Białorusi. „Stare” banknoty były w obiegu do końca 2016 roku, potem możliwa jest ich wymiana w bankach.

## Banknoty

### Pierwszy rubel (1992–1999)
| Seria 1992 | Seria 1992 | Seria 1992      | Seria 1992  | Seria 1992                                                       | Seria 1992                                                        | Seria 1992                                                                                    | Seria 1992                                            | Seria 1992                                                                                          | Seria 1992 | Seria 1992           | Seria 1992        | Seria 1992      |
| Awers      | Rewers     | Nominał         | Wymiary     | Opis                                                             | Opis                                                              | Znak Wodny                                                                                    | Druk                                                  | Zabezpieczenia                                                                                      | Data       | Data                 | Data              | Data            |
| Awers      | Rewers     | Nominał         | Wymiary     | Awers                                                            | Rewers                                                            | Znak Wodny                                                                                    | Druk                                                  | Zabezpieczenia                                                                                      | Druku      | Wprowadzenia         | Wycofania         | Wymiany         |
| ---------- | ---------- | --------------- | ----------- | ---------------------------------------------------------------- | ----------------------------------------------------------------- | --------------------------------------------------------------------------------------------- | ----------------------------------------------------- | --------------------------------------------------------------------------------------------------- | ---------- | -------------------- | ----------------- | --------------- |
|            |            | 50 kopiejek     | 105 × 53 mm | Wiewiórka pospolita                                              | Pogoń                                                             | Figury geometryczne                                                                           | "Goznak" - Federalne Przedsiębiorstwo Unitarne        | Znak wodny i UV                                                                                     | 1992       | 25 maja 1992         | 1 stycznia 2001   | 31 grudnia 2000 |
|            |            | 1 rubel         | 105 × 53 mm | Zając                                                            | Pogoń                                                             | Figury geometryczne                                                                           | "Goznak" - Federalne Przedsiębiorstwo Unitarne        | Numeracja, znak wodny i UV                                                                          | 1992       | 25 maja 1992         | 1 stycznia 2001   | 31 grudnia 2000 |
|            |            | 3 ruble         | 105 × 53 mm | Bóbr europejski                                                  | Pogoń                                                             | Figury geometryczne                                                                           | "Goznak" - Federalne Przedsiębiorstwo Unitarne        | Numeracja, znak wodny i UV                                                                          | 1992       | 25 maja 1992         | 1 stycznia 2001   | 31 grudnia 2000 |
|            |            | 5 rubli         | 105 × 53 mm | Wilk                                                             | Pogoń                                                             | Figury geometryczne                                                                           | "Goznak" - Federalne Przedsiębiorstwo Unitarne        | Numeracja, znak wodny i UV                                                                          | 1992       | 25 maja 1992         | 1 stycznia 2001   | 31 grudnia 2000 |
|            |            | 10 rubli        | 105 × 53 mm | Ryś                                                              | Pogoń                                                             | Figury geometryczne                                                                           | "Goznak" - Federalne Przedsiębiorstwo Unitarne        | Numeracja, znak wodny i UV                                                                          | 1992       | 25 maja 1992         | 1 stycznia 2001   | 31 grudnia 2000 |
|            |            | 25 rubli        | 105 × 53 mm | Łoś                                                              | Pogoń                                                             | Figury geometryczne                                                                           | "Goznak" - Federalne Przedsiębiorstwo Unitarne        | Numeracja, znak wodny i UV                                                                          | 1992       | 25 maja 1992         | 1 stycznia 2001   | 31 grudnia 2000 |
|            |            | 50 rubli        | 105 × 53 mm | Niedźwiedź                                                       | Pogoń                                                             | Figury geometryczne                                                                           | "Goznak" - Federalne Przedsiębiorstwo Unitarne        | Numeracja, znak wodny i UV                                                                          | 1992       | 25 maja 1992         | 1 stycznia 2001   | 31 grudnia 2000 |
|            |            | 100 rubli       | 105 × 53 mm | Żubr                                                             | Pogoń                                                             | Figury geometryczne                                                                           | "Goznak" - Federalne Przedsiębiorstwo Unitarne        | Numeracja, znak wodny i UV                                                                          | 1992       | 25 maja 1992         | 1 stycznia 2001   | 31 grudnia 2000 |
|            |            | 200 rubli       | 105 × 53 mm | Mińsk                                                            | Pogoń                                                             | Figury geometryczne                                                                           | "Goznak" - Federalne Przedsiębiorstwo Unitarne        | Numeracja, znak wodny i UV                                                                          | 1992       | 8 grudnia 1992       | 1 stycznia 2001   | 31 grudnia 2000 |
|            |            | 500 rubli       | 105 × 53 mm | Plac Zwycięstwa w Mińsku                                         | Pogoń                                                             | Figury geometryczne                                                                           | "Goznak" - Federalne Przedsiębiorstwo Unitarne        | Numeracja, znak wodny i UV                                                                          | 1992       | 8 grudnia 1992       | 1 stycznia 2001   | 31 grudnia 2000 |
|            |            | 1000 rubli      | 105 × 53 mm | Budynek Narodowej Akademii Nauk Białorusi                        | Pogoń                                                             | Figury geometryczne                                                                           | "Goznak" - Federalne Przedsiębiorstwo Unitarne        | Numeracja, znak wodny i UV                                                                          | 1992       | 3 listopada 1993     | 1 stycznia 2001   | 31 grudnia 2003 |
|            |            | 5000 rubli      | 105 × 53 mm | Widok na Troickie Przedmieście w Mińsku                          | Pogoń                                                             | Figury geometryczne                                                                           | "Goznak" - Federalne Przedsiębiorstwo Unitarne        | Numeracja, znak wodny i UV, nić zabezpieczająca                                                     | 1992       | 7 kwietnia 1994      | 1 stycznia 2001   | 31 grudnia 2003 |
| Seria 1994 |            |                 |             |                                                                  |                                                                   |                                                                                               |                                                       | |            |                      |                   |                 |
|            |            | 20 000 rubli    | 150 × 69 mm | Budynek Narodowego Banku Białorusi                               | Pogoń                                                             | Wieża i drzewo                                                                                | "Goznak" - Federalne Przedsiębiorstwo Unitarne, Rosja | Numeracja, znak wodny i UV, nić zabezpieczająca, druk wypukły, mikrodruk                            | 1994       | 28 grudnia 1994      | 1 stycznia 2001 r | 31 grudnia 2003 |
|            |            | 50 000 rubli    | 150 × 69 mm | Brama Szpitalna (Chełmska) – fragment Twierdzy brzeskiej         | Główne wejście do Twierdzy brzeskiej                              | Brama Szpitalna (Chełmska) – fragment Twierdzy brzeskiej Główne wejście do Twierdzy brzeskiej | "Goznak" - Federalne Przedsiębiorstwo Unitarne, Rosja | Numeracja, znak wodny i UV, nić zabezpieczająca, druk wypukły, mikrodruk, recto-verso               | 1995       | 15 września 1995     | 1 stycznia 2001 r | 31 grudnia 2003 |
|            |            | 100 000 rubli   | 150 × 69 mm | Narodowa Akademicka Opera Wielka i Dom Baletu Białorusi w Mińsku | Scena z baletu „Favourite” E.A. Hlebau                            | Baletnica                                                                                     | "Goznak" - Federalne Przedsiębiorstwo Unitarne, Rosja | Numeracja, znak wodny i UV, nić zabezpieczająca, druk wypukły, mikrodruk, recto-verso               | 1996       | 17 października 1996 | 1 stycznia 2001 r | 31 grudnia 2003 |
| Seria 1998 |            |                 |             |                                                                  |                                                                   |                                                                                               |                                                       | |            |                      |                   |                 |
|            |            | 1000 rubli      | 110 × 60 mm | Budynek Narodowej Akademii Nauk Białorusi                        | Nominał w figurach                                                | Figury geometryczne                                                                           | "Goznak" - Federalne Przedsiębiorstwo Unitarne        | Numeracja, znak wodny i UV                                                                          | 1998       | 16 września 1998     | 1 stycznia 2001   | 31 grudnia 2003 |
|            |            | 5000 rubli      | 110 × 60 mm | Widok na Troickie Przedmieście w Mińsku                          | Nominał w figurach                                                | Figury geometryczne                                                                           | "Goznak" - Federalne Przedsiębiorstwo Unitarne        | Numeracja, znak wodny i UV, nić zabezpieczająca                                                     | 1998       | 16 września 1998     | 1 stycznia 2001   | 31 grudnia 2003 |
|            |            | 500 000 rubli   | 150 × 69 mm | Widok na Troickie Przedmieście w Mińsku                          | Rzeźby na frontonie Pałacu Kultury                                | Republikański Pałac Kultury Związków Zawodowych w Mińsku                                      | "Goznak" - Federalne Przedsiębiorstwo Unitarne        | Numeracja, znak wodny i UV, nić zabezpieczająca, druk wypukły, mikrodruk, recto-verso               | 1998       | 1 grudnia 1998       | 1 stycznia 2001   | 31 grudnia 2003 |
|            |            | 1 000 000 rubli | 150 × 69 mm | Narodowe Muzeum Sztuki Białorusi w Mińsku                        | Fragment obrazu Portret żony z kwiatami i owocami Jana Chruckiego | Wazon z Kwiatami                                                                              | "Goznak" - Federalne Przedsiębiorstwo Unitarne        | Numeracja, znak wodny i UV, nić zabezpieczająca, druk wypukły, mikrodruk, recto-verso, efekt kątowy | 1999       | 30 kwietnia 1999     | 1 stycznia 2001   | 31 grudnia 2003 |
|            |            | 5 000 000 rubli | 150 × 69 mm | Pałac Sportów w Mińsku                                           | Olimpijski Kompleks Sportowy Raubicze                             | Narciarz                                                                                      | "Goznak" - Federalne Przedsiębiorstwo Unitarne        | Numeracja, znak wodny i UV, nić zabezpieczająca, druk wypukły, mikrodruk, recto-verso, efekt kątowy | 1999       | 6 września 1999      | 1 stycznia 2001   | 31 grudnia 2003 |

### Drugi rubel (2000–2016)
| Seria 2000 | Seria 2000 | Seria 2000    | Seria 2000  | Seria 2000            | Seria 2000                                                       | Seria 2000                                                        | Seria 2000                                               | Seria 2000                                     | Seria 2000  | Seria 2000       | Seria 2000      | Seria 2000       |
| Wizerunek  | Wizerunek  | Nominał       | Wymiary     | Kolor główny          | Opis                                                             | Opis                                                              | Znak wodny                                               | Druk                                           | Data        | Data             | Data            | Data             |
| Awers      | Rewers     | Nominał       | Wymiary     | Kolor główny          | Awers                                                            | Rewers                                                            | Znak wodny                                               | Druk                                           | Druku       | Wprowadzenia     | Wycofania       | Wymiany          |
| ---------- | ---------- | ------------- | ----------- | --------------------- | ---------------------------------------------------------------- | ----------------------------------------------------------------- | -------------------------------------------------------- | ---------------------------------------------- | ----------- | ---------------- | --------------- | ---------------- |
|            |            | 1 rubel       | 110 × 60 mm | Zielony               | Budynek Narodowej Akademii Nauk Białorusi                        | Nominał w figurach                                                | Figury geometryczne                                      | "Goznak" - Federalne Przedsiębiorstwo Unitarne | 2000        | 1 stycznia 2000  | 1 kwietnia 2003 | 31 stycznia 2003 |
|            |            | 5 rubli       | 110 × 60 mm | Różowo – czerwony     | Widok na Troickie Przedmieście w Mińsku                          | Nominał w figurach                                                | Figury geometryczne                                      | "Goznak" - Federalne Przedsiębiorstwo Unitarne | 2000        | 1 stycznia 2000  | 1 grudnia 2004  | 30 czerwca 2005  |
|            |            | 10 rubli      | 110 × 60 mm | Jasnoniebieski        | Budynek Narodowej Biblioteki Białorusi                           | Nominał w figurach                                                | Figury geometryczne                                      | "Goznak" - Federalne Przedsiębiorstwo Unitarne | 2000        | 1 stycznia 2000  | 1 marca 2013    | 31 marca 2014    |
|            |            | 20 rubli      | 150 × 69 mm | Oliwkowo-żółty        | Budynek Narodowego Banku Białorusi                               | Wnętrze budynku Narodowego Banku Białorusi                        | Stare logo Banku Białorusi                               | "Goznak" - Federalne Przedsiębiorstwo Unitarne | 2000        | 1 stycznia 2000  | 1 marca 2013    | 31 marca 2014    |
|            |            | 50 rubli      | 150 × 69 mm | Pomarańczowo-czerwony | Brama Szpitalna (Chełmska) – fragment Twierdzy brzeskiej         | Główne wejście do Twierdzy brzeskiej                              | Brama Szpitalna (Chełmska) – fragment Twierdzy brzeskiej | "Goznak" - Federalne Przedsiębiorstwo Unitarne | 2000        | 1 stycznia 2000  | 1 lipca 2015    | 1 lipca 2016     |
|            |            | 100 rubli     | 150 × 69 mm | Jasnozielony          | Narodowa Akademicka Opera Wielka i Dom Baletu Białorusi w Mińsku | Scena z baletu „Favourite” E.A. Hlebau                            | Baletnica                                                | "Goznak" - Federalne Przedsiębiorstwo Unitarne | 2000        | 1 stycznia 2000  | 1 stycznia 2017 | 1 stycznia 2022  |
|            |            | 500 rubli     | 150 × 74 mm | Jasnobrązowy          | Republikański Pałac Kultury Związków Zawodowych w Mińsku         | Rzeźby na frontonie Pałacu Kultury                                | Republikański Pałac Kultury Związków Zawodowych w Mińsku | "Goznak" - Federalne Przedsiębiorstwo Unitarne | 2000        | 1 stycznia 2000  | 1 stycznia 2017 | 1 stycznia 2022  |
|            |            | 1000 rubli    | 150 × 74 mm | Jasnoniebieski        | Narodowe Muzeum Sztuki Białorusi w Mińsku                        | Fragment obrazu Portret żony z kwiatami i owocami Jana Chruckiego | Wazon z Kwiatami                                         | "Goznak" - Federalne Przedsiębiorstwo Unitarne | 2000        | 1 stycznia 2000  | 1 stycznia 2017 | 1 stycznia 2022  |
|            |            | 5000 rubli    | 150 × 74 mm | Jasnofioletowy        | Pałac Sportów w Mińsku                                           | Olimpijski Kompleks Sportowy Raubicze                             | Narciarz                                                 | "Goznak" - Federalne Przedsiębiorstwo Unitarne | 2000        | 1 stycznia 2000  | 1 stycznia 2017 | 1 stycznia 2022  |
|            |            | 10 000 rubli  | 150 × 74 mm | Różowy                | Panorama miasta Witebsk                                          | Letni amfiteatr w Witebsku                                        | Wieża ratuszowa w Witebsku                               | "Goznak" - Federalne Przedsiębiorstwo Unitarne | 2000        | 16 kwietnia 2001 | 1 stycznia 2017 | 1 stycznia 2022  |
|            |            | 20 000 rubli  | 150 × 74 mm | Szary                 | Pałac Rumiancewów i Paskiewiczów w Homlu                         | Widok pałacu ze zdjęcia A. Idzikowskiego                          | Wazon                                                    | "Goznak" - Federalne Przedsiębiorstwo Unitarne | 2000        | 21 stycznia 2002 | 1 stycznia 2017 | 1 stycznia 2022  |
|            |            | 50 000 rubli  | 150 × 74 mm | Błękitny              | Zamek w Mirze                                                    | Ozdobne elementy architektoniczne na zamku                        | Wieża Zamku w Mirze                                      | "Goznak" - Federalne Przedsiębiorstwo Unitarne | 2000        | 20 grudnia 2002  | 1 stycznia 2017 | 1 stycznia 2022  |
|            |            | 100 000 rubli | 150 × 74 mm | Pomarańczowy          | Zespół zamkowy w Nieświeżu                                       | Widok na zamek w Nieświeżu z obrazu Napoleona Ordy                | Ornament, logo Banku Białorus                            | "Goznak" - Federalne Przedsiębiorstwo Unitarne | 2000        | 15 lipca 2005    | 1 stycznia 2017 | 1 stycznia 2022  |
|            |            | 200 000 rubli | 150 × 74 mm | Jasnozielony          | Muzeum Sztuki w Mohylewie                                        | Kolaż architektoniki budynku muzeum                               | Kwiat, logo Banku Białorusi                              | "Goznak" - Federalne Przedsiębiorstwo Unitarne | 2012 (2000) | 12 marca 2012    | 1 stycznia 2017 | 1 stycznia 2022  |
| Seria 2010 |            |               |             |                       |                                                                  |                                                                   |                                                          |                                                |             |                  |                 |                  |
|            |            | 50 rubli      | 150 × 69 mm | Pomarańczowo-czerwony | Brama Szpitalna (Chełmska) – fragment Twierdzy brzeskiej         | Główne wejście do Twierdzy brzeskiej                              | Brama Szpitalna (Chełmska) – fragment Twierdzy brzeskiej | "Goznak" - Federalne Przedsiębiorstwo Unitarne | 2010 (2000) | 29 grudnia 2010  | 1 lipca 2015    | 1 lipca 2016     |
|            |            | 50 000 rubli  | 150 × 74 mm | Błękitny              | Zamek w Mirze                                                    | Ozdobne elementy architektoniczne na zamku                        | Wieża Zamku w Mirze                                      | "Goznak" - Federalne Przedsiębiorstwo Unitarne | 2010 (2000) | 29 grudnia 2010  | 1 stycznia 2017 | 1 stycznia 2022  |
| Seria 2011 |            |               |             |                       |                                                                  |                                                                   |                                                          |                                                |             |                  |                 |                  |
|            |            | 100 rubli     | 150 × 69 mm | Jasnozielony          | Narodowa Akademicka Opera Wielka i Dom Baletu Białorusi w Mińsku | Scena z baletu „Favourite” E.A. Hlebau                            | Baletnica                                                | "Goznak" - Federalne Przedsiębiorstwo Unitarne | 2011 (2000) | 5 września 2011  | 1 stycznia 2017 | 1 stycznia 2022  |
|            |            | 500 rubli     | 150 × 74 mm | Jasnobrązowy          | Republikański Pałac Kultury Związków Zawodowych w Mińsku         | Rzeźby na frontonie Pałacu Kultury                                | Republikański Pałac Kultury Związków Zawodowych w Mińsku | "Goznak" - Federalne Przedsiębiorstwo Unitarne | 2011 (2000) | 15 marca 2011    | 1 stycznia 2017 | 1 stycznia 2022  |
|            |            | 1000 rubli    | 150 × 74 mm | Jasnoniebieski        | Narodowe Muzeum Sztuki Białorusi w Mińsku                        | Fragment obrazu Portret żony z kwiatami i owocami Jana Chruckiego | Wazon z Kwiatami                                         | "Goznak" - Federalne Przedsiębiorstwo Unitarne | 2011 (2000) | 15 marca 2011    | 1 stycznia 2017 | 1 stycznia 2022  |
|            |            | 5000 rubli    | 150 × 74 mm | Jasnofioletowy        | Pałac Sportów w Mińsku                                           | Olimpijski Kompleks Sportowy Raubicze                             | Narciarz                                                 | "Goznak" - Federalne Przedsiębiorstwo Unitarne | 2011 (2000) | 25 lipca 2011    | 1 stycznia 2017 | 1 stycznia 2022  |
|            |            | 10 000 rubli  | 150 × 74 mm | Różowy                | Panorama miasta Witebsk                                          | Letni amfiteatr w Witebsku                                        | Wieża ratuszowa w Witebsku                               | "Goznak" - Federalne Przedsiębiorstwo Unitarne | 2011 (2000) | 15 marca 2011    | 1 stycznia 2017 | 1 stycznia 2022  |
|            |            | 20 000 rubli  | 150 × 74 mm | Szary                 | Pałac Rumiancewów i Paskiewiczów w Homlu                         | Widok pałacu ze zdjęcia A. Idzikowskiego                          | Wazon                                                    | "Goznak" - Federalne Przedsiębiorstwo Unitarne | 2011 (2000) | 15 marca 2011    | 1 stycznia 2017 | 1 stycznia 2022  |

### Trzeci rubel (od 2016)
| Seria 2009 | Seria 2009 | Seria 2009 | Seria 2009  | Seria 2009       | Seria 2009                                                  | Seria 2009                                  | Seria 2009                                                  | Seria 2009                                     | Seria 2009 | Seria 2009                 |
| Wizerunek  | Wizerunek  | Nominał    | Wymiary     | Kolor Główny     | Opis                                                        | Opis                                        | Znak wodny                                                  | Druk                                           | Data       | Data                       |
| Awers      | Rewers     | Nominał    | Wymiary     | Kolor Główny     | Awers                                                       | Rewers                                      | Znak wodny                                                  | Druk                                           | Druku      | Wprowadzenia               |
| ---------- | ---------- | ---------- | ----------- | ---------------- | ----------------------------------------------------------- | ------------------------------------------- | ----------------------------------------------------------- | ---------------------------------------------- | ---------- | -------------------------- |
|            |            | 5 rubli    | 135 x 72 mm | Pomarańczowy     | Baszta Kamieniecka                                          | Kolaż na temat pierwszego osad słowiańskich | Baszta Kamieniecka                                          | "Goznak" - Federalne Przedsiębiorstwo Unitarne | 2009 2019  | 1 lipca 2016 20 maja 2019  |
|            |            | 10 rubli   | 139 x 72 mm | Jasnoniebieski   | Kościół Przemienienia Pańskiego w Połocku                   | Kolaż na temat oświecenia i druku           | Kościół Przemienienia Pańskiego w Połocku                   | "Goznak" - Federalne Przedsiębiorstwo Unitarne | 2009 2019  | 1 lipca 2016 20 maja 2019  |
|            |            | 20 rubli   | 143 x 72 mm | Żółty            | Pałac Rumiancewów i Paskiewiczów w Homlu                    | Kolaż na temat duchowości                   | Pałac Rumiancewów i Paskiewiczów w Homlu                    | "Goznak" - Federalne Przedsiębiorstwo Unitarne | 2009 2020  | 1 lipca 2016 23 marca 2020 |
|            |            | 50 rubli   | 147 x 72 mm | Zielony          | Zamek w Mirze                                               | Kolaż na temat sztuki                       | Zamek w Mirze                                               | "Goznak" - Federalne Przedsiębiorstwo Unitarne | 2009 2020  | 1 lipca 2016 23 marca 2020 |
|            |            | 100 rubli  | 151 x 72 mm | Turkusowy        | Zamek w Nieświeżu                                           | Kolaż na temat teatru i ludowych świąt      | Zamek w Nieświeżu                                           | "Goznak" - Federalne Przedsiębiorstwo Unitarne | 2009 2022  | 1 lipca 2016 1 lipca 2022  |
|            |            | 200 rubli  | 155 x 72 mm | Fioletowy        | Obwodowe Mohylewskie Muzeum Sztuk imienia P. W. Masłenikowa | Kolaż na temat rzemiosła i urbanistyki      | Obwodowe Mohylewskie Muzeum Sztuk imienia P. W. Masłenikowa | "Goznak" - Federalne Przedsiębiorstwo Unitarne | 2009       | 1 lipca 2016               |
|            |            | 500 rubli  | 159 x 72 mm | Różowo-Niebieski | Biblioteka Narodowa Białorusi                               | Kolaż na temat literatury                   | Biblioteka Narodowa Białorusi                               | "Goznak" - Federalne Przedsiębiorstwo Unitarne | 2009       | 1 lipca 2016               |

### Kolekcjonerskie banknoty
| Kolekcjonerska emisja - "MILLENNIUM"                        | Kolekcjonerska emisja - "MILLENNIUM" | Kolekcjonerska emisja - "MILLENNIUM" | Kolekcjonerska emisja - "MILLENNIUM" | Kolekcjonerska emisja - "MILLENNIUM" | Kolekcjonerska emisja - "MILLENNIUM"                                                  | Kolekcjonerska emisja - "MILLENNIUM"                                                                 | Kolekcjonerska emisja - "MILLENNIUM"                     | Kolekcjonerska emisja - "MILLENNIUM"                  | Kolekcjonerska emisja - "MILLENNIUM" | Kolekcjonerska emisja - "MILLENNIUM" |
| Wizerunek                                                   | Wizerunek                            | Nominał                              | Wymiary                              | Kolor Główny                         | Opis                                                                                  | Opis                                                                                                 | Znak wodny                                               | Druk                                                  | Nakład (szt)                         | Data                                 |
| Awers                                                       | Rewers                               | Nominał                              | Wymiary                              | Kolor Główny                         | Awers                                                                                 | Rewers                                                                                               | Znak wodny                                               | Druk                                                  | Nakład (szt)                         | Wprowadzenia                         |
| ----------------------------------------------------------- | ------------------------------------ | ------------------------------------ | ------------------------------------ | ------------------------------------ | ------------------------------------------------------------------------------------- | --- | -------------------------------------------------------- | ----------------------------------------------------- | ------------------------------------ | ------------------------------------ |
|                                                             |                                      | 1 rubel                              | 110 × 60 mm                          | Zielony                              | Figury geometryczne                                                                   | Nominał w figurach                                                                                   | Figury geometryczne                                      | "Goznak" - Federalne Przedsiębiorstwo Unitarne, Rosja | 2500                                 | 1 października 2001                  |
|                                                             |                                      | 5 rubli                              | 110 × 60 mm                          | Różowo – czerwony                    | Figury geometryczne                                                                   | Nominał w figurach                                                                                   | Figury geometryczne                                      | "Goznak" - Federalne Przedsiębiorstwo Unitarne, Rosja | 2500                                 | 1 października 2001                  |
|                                                             |                                      | 10 rubli                             | 110 × 60 mm                          | Jasnoniebieski                       | Figury geometryczne                                                                   | Nominał w figurach                                                                                   | Figury geometryczne                                      | "Goznak" - Federalne Przedsiębiorstwo Unitarne, Rosja | 2500                                 | 1 października 2001                  |
|                                                             |                                      | 20 rubli                             | 150 × 69 mm                          | Oliwkowo-żółty                       | Wnętrze budynku Narodowego Banku Białorusi, Napis "MILLENNIUM"                        | Wnętrze budynku Narodowego Banku Białorusi                                                           | Stare logo Banku Białorusi                               | "Goznak" - Federalne Przedsiębiorstwo Unitarne, Rosja | 2500                                 | 1 października 2001                  |
|                                                             |                                      | 50 rubli                             | 150 × 69 mm                          | Pomarańczowo-czerwony                | Brama Szpitalna (Chełmska) – fragment Twierdzy brzeskiej, Napis "MILLENNIUM"          | Główne wejście do Twierdzy brzeskiej                                                                 | Brama Szpitalna (Chełmska) – fragment Twierdzy brzeskiej | "Goznak" - Federalne Przedsiębiorstwo Unitarne, Rosja | 2500                                 | 1 października 2001                  |
|                                                             |                                      | 100 rubli                            | 150 × 69 mm                          | Jasnozielony                         | Scena z baletu „Favourite” E.A. Hlebau, Napis "MILLENNIUM"                            | Narodowa Akademicka Opera Wielka i Dom Baletu Białorusi w Mińsku                                     | Baletnica                                                | "Goznak" - Federalne Przedsiębiorstwo Unitarne, Rosja | 2500                                 | 1 października 2001                  |
|                                                             |                                      | 500 rubli                            | 150 × 69 mm                          | Jasnobrązowy                         | Rzeźby na frontonie Pałacu Kultury, Napis "MILLENNIUM"                                | Republikański Pałac Kultury Związków Zawodowych w Mińsku                                             | Republikański Pałac Kultury Związków Zawodowych w Mińsku | "Goznak" - Federalne Przedsiębiorstwo Unitarne, Rosja | 2500                                 | 1 października 2001                  |
|                                                             |                                      | 1000 rubli                           | 150 × 74 mm                          | Jasnoniebieski                       | Fragment obrazu Portret żony z kwiatami i owocami Jana Chruckiego, Napis "MILLENNIUM" | Narodowe Muzeum Sztuki Białorusi w Mińsku                                                            | Wazon z Kwiatami                                         | "Goznak" - Federalne Przedsiębiorstwo Unitarne, Rosja | 2500                                 | 1 października 2001                  |
|                                                             |                                      | 5000 rubli                           | 150 × 74 mm                          | Jasnofioletowy                       | Olimpijski Kompleks Sportowy Raubicze, Napis "MILLENNIUM"                             | Pałac Sportów w Mińsku                                                                               | Narciarz                                                 | "Goznak" - Federalne Przedsiębiorstwo Unitarne, Rosja | 2500                                 | 1 października 2001                  |
|                                                             |                                      | 10000 rubli                          | 150 × 74 mm                          | Różowy                               | Letni amfiteatr w Witebsku, Napis "MILLENNIUM"                                        | Panorama miasta Witebsk                                                                              | Wieża ratuszowa w Witebsku                               | "Goznak" - Federalne Przedsiębiorstwo Unitarne, Rosja | 2500                                 | 1 października 2001                  |
| Kolekcjonerska emisja - "10 lat Narodowego Banku Białorusi" |                                      |                                      |                                      |                                      |                                                                                       | |                                                          |                                                       |                                      |                                      |
|                                                             |                                      | 20 rubli                             | 150 × 69 mm                          | Oliwkowo-żółty                       | Wnętrze budynku Narodowego Banku Białorusi                                            | Budynek Narodowego Banku Białorusi, stare logo Banku Białorusi z napisem 1991-2001                   | Stare logo Banku Białorusi                               | "Goznak" - Federalne Przedsiębiorstwo Unitarne, Rosja | 5500                                 | 1 stycznia 2001                      |
| Kolekcjonerska emisja - "20 lat Narodowego Banku Białorusi" |                                      |                                      |                                      |                                      |                                                                                       | |                                                          |                                                       |                                      |                                      |
|                                                             |                                      | 20000 rubli                          | 150 × 74 mm                          | Szary                                | Widok pałacu ze zdjęcia A. Idzikowskiego                                              | Pałac Rumiancewów i Paskiewiczów w Homlu, hologram z logiem Banku Białorusi, poniżej napis 1991-2011 | Wazon z Kwiatami                                         | "Goznak" - Federalne Przedsiębiorstwo Unitarne, Rosja | 3000                                 | 1 grudnia 2010                       |